# Costa di Zaffiro
Costa di Zaffiro (Sapphire Coast in inglese) è il nome dato alla parte meridionale del litorale del Nuovo Galles del Sud in Australia. La denominazione viene spesso fatta corrispondere con il territorio della contea di Bega Valley.
La Costa di Zaffiro è celebre per le sue bianche spiagge incontaminate, le sue verdi colline, i suoi parchi nazionali e la sua elevata qualità della vita. La regione è particolarmente apprezzata e frequentata da pensionati ed è una delle mete preferite dai cosiddetti seachangers.

## Galleria d'immagini

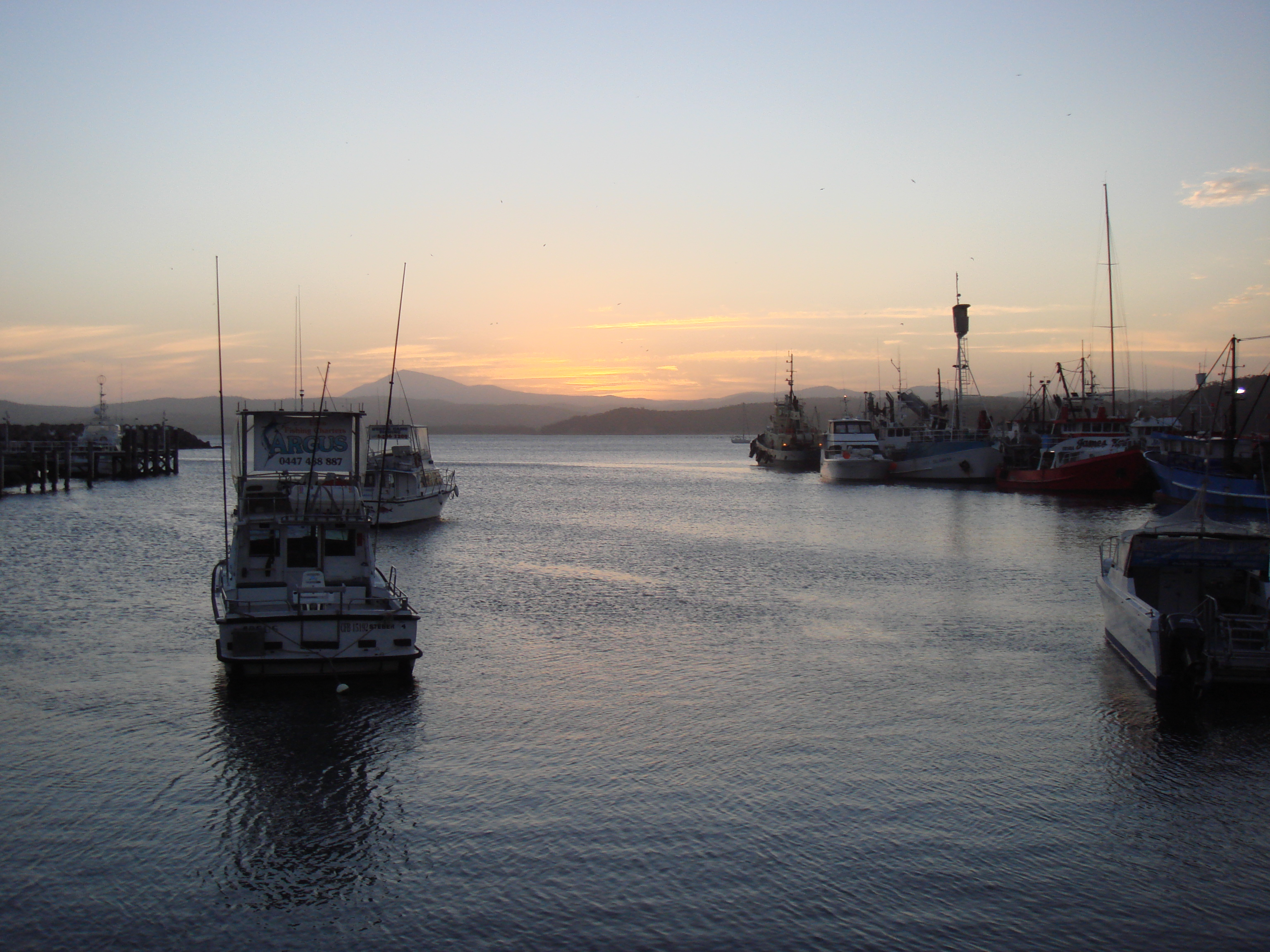
Il porto di Eden
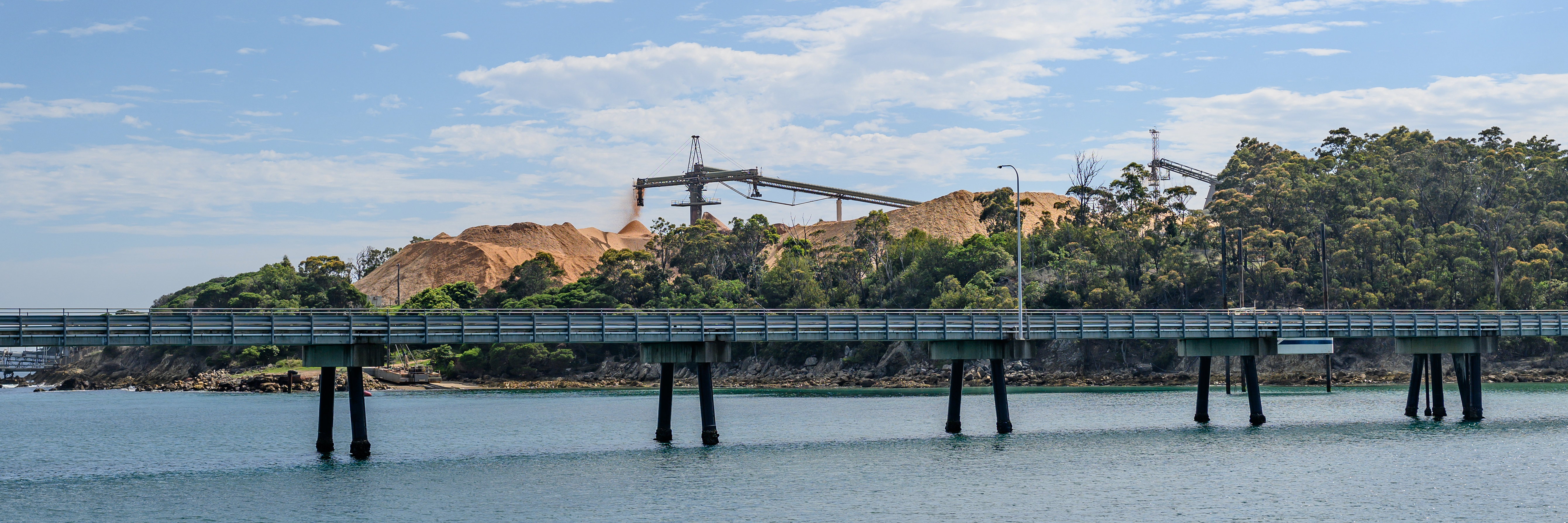
La costa presso Eden
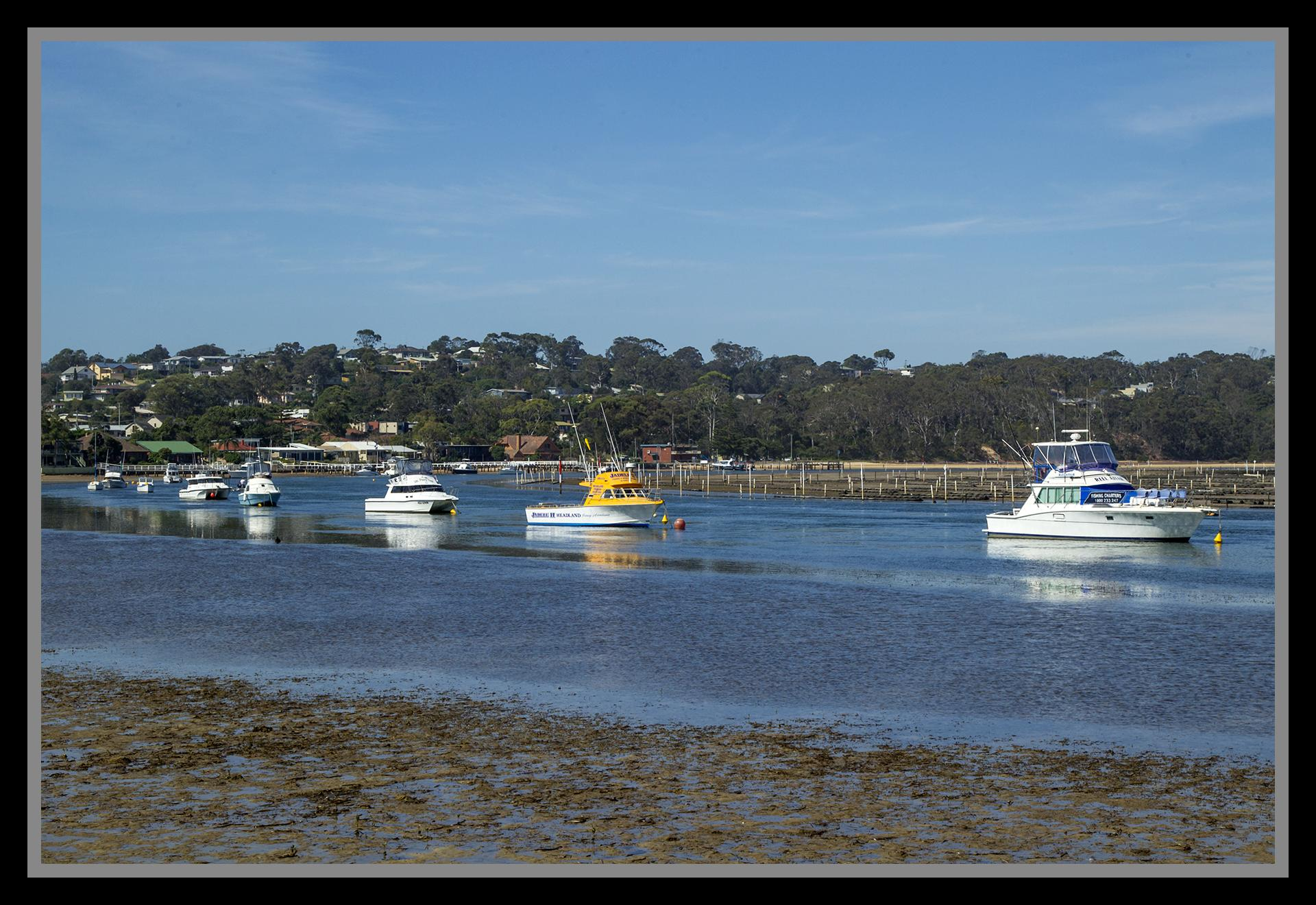
Il lungomare di Merimbula con la bassa marea